# Vršovice (quartier de Prague)

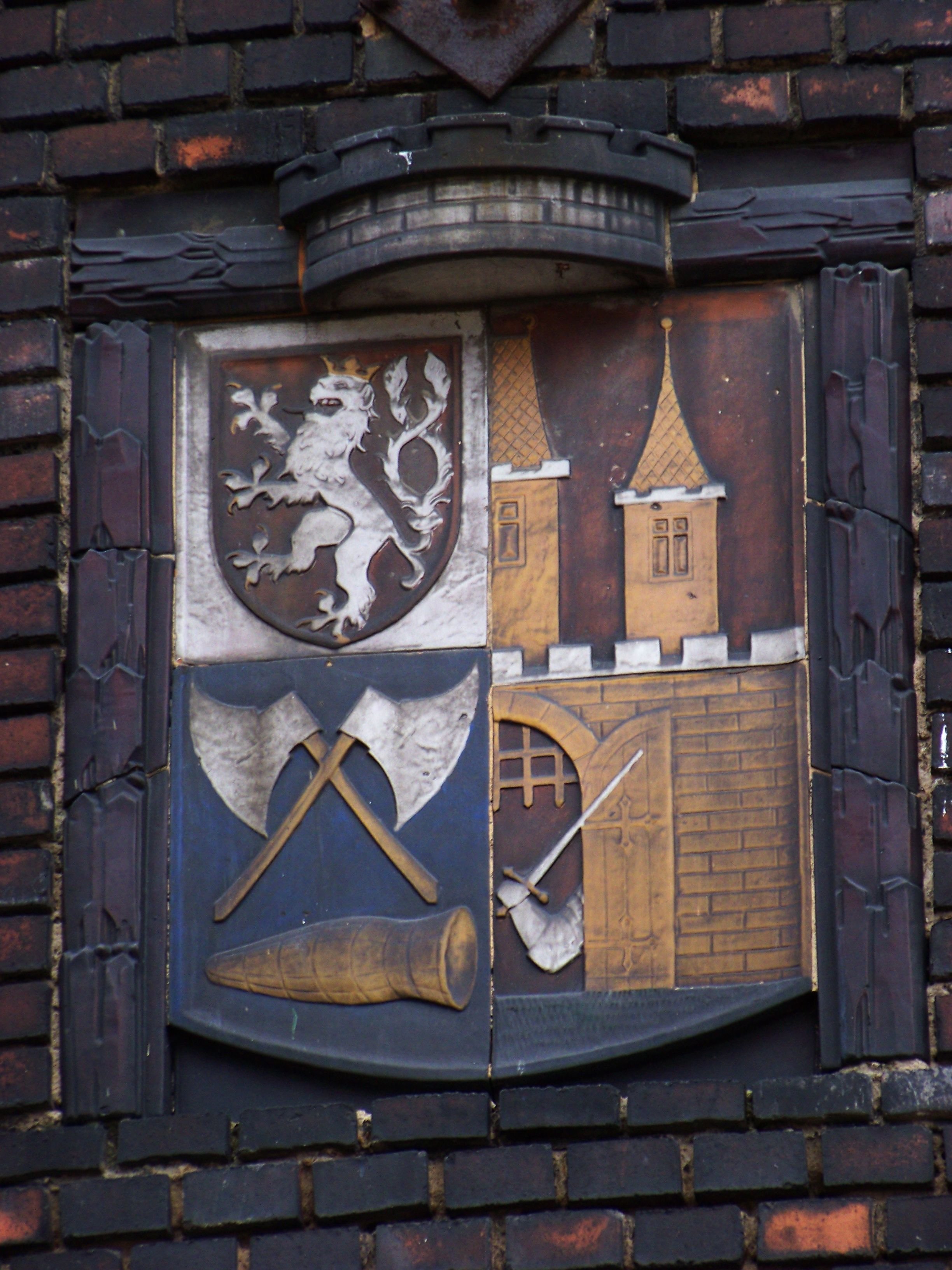
Armoiries de Vršovice au château d'eau

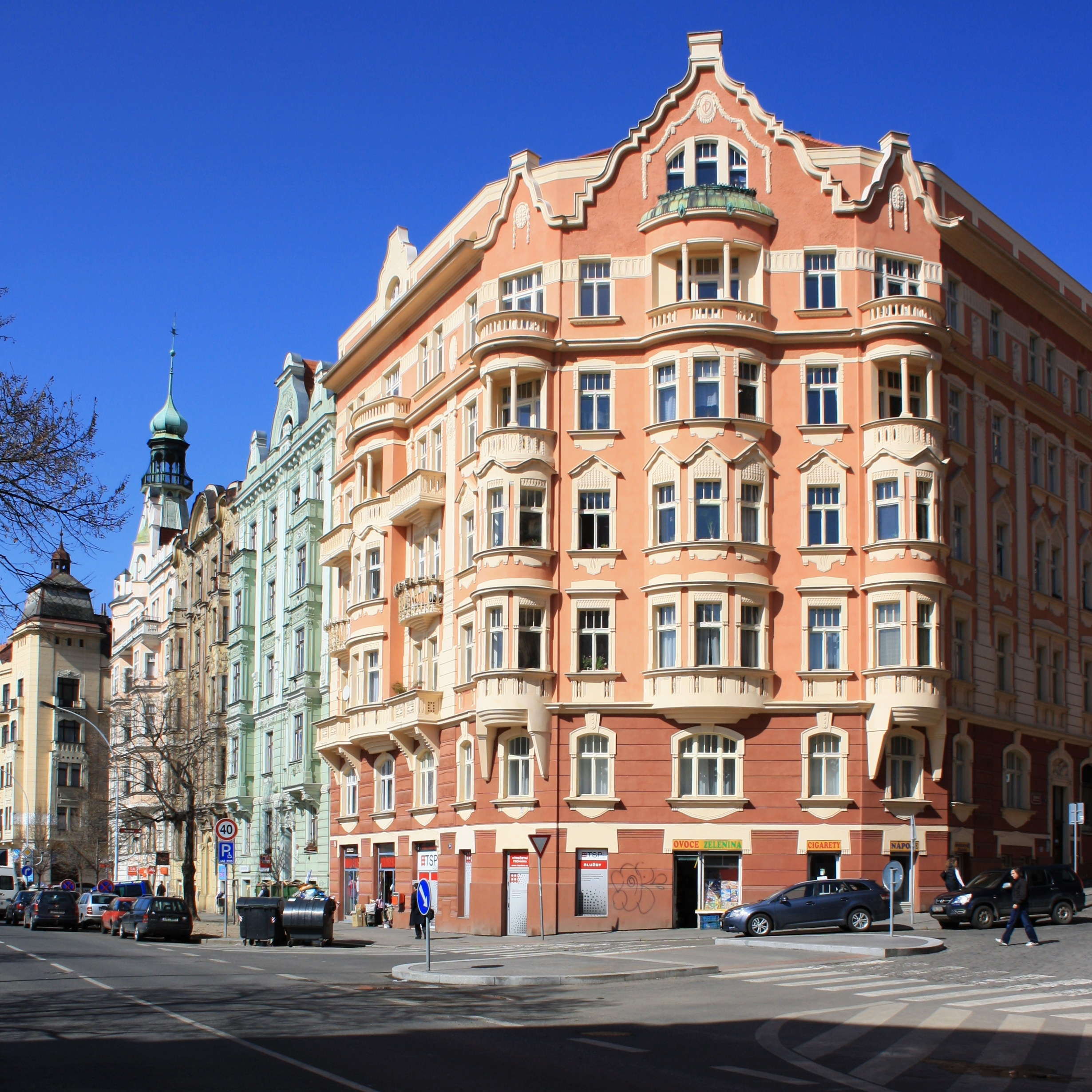
Le croisement des rues Kodaňská et Finská

Vršovice est un quartier de Prague. Tout Vršovice se situe dans le district administratif de Prague 10. Vršovice est situé au sud-est du centre-ville. Il borde Vinohrady au nord, Nusle au sud-ouest, Michle au sud et Strašnice à l'est. Le nom est mentionné pour la première fois en 1088 dans le document fondateur du chapitre de Vyšehrad. En 1922, le quartier fut incorporé à la ville de Prague. Il compte 107 rues et 1 611 adresses et compte environ 38 700 habitants. 
Une gare, Praha-Vršovice (anciennement Nusle), en allemand : Nusl-Verschowitz), dessert cette partie de la ville. Vršovice compte notamment un centre commercial appelé Eden et l’usine Koh-i-Noor Waldes, fabricant de boutons. Il ne faut pas le confondre avec la société tchèque Koh-i-Noor Hardtmuth, l'un des plus grands producteurs et distributeurs de crayons et de fournitures de bureau au monde. Dans un reportage de 2016 sur le quartier, le New York Times a qualifié Vršovice de "l'un des quartiers les plus en vue de la capitale".

## Sport
Il existe deux équipes de football professionnel dans le quartier : le SK Slavia Prague joue à l'Eden Arena, le plus grand stade de Tchéquie, et le Bohemians 1905 au stade de Ďolíček. Il y a aussi des équipes jouant dans les ligues inférieures comme le SK Union Vršovice. 

## Églises
Vršovice compte deux églises catholiques romaines, l'église Saint Venceslas, achevée en 1930, de style fonctionnaliste, et une, de style baroque, dédiée à saint Nicolas qui date de 1374. Depuis 1930, on y trouve également l'église hussite "le chœur des Hussites", qui comprend également un théâtre, le "Divadlo Mana". 

## Galerie

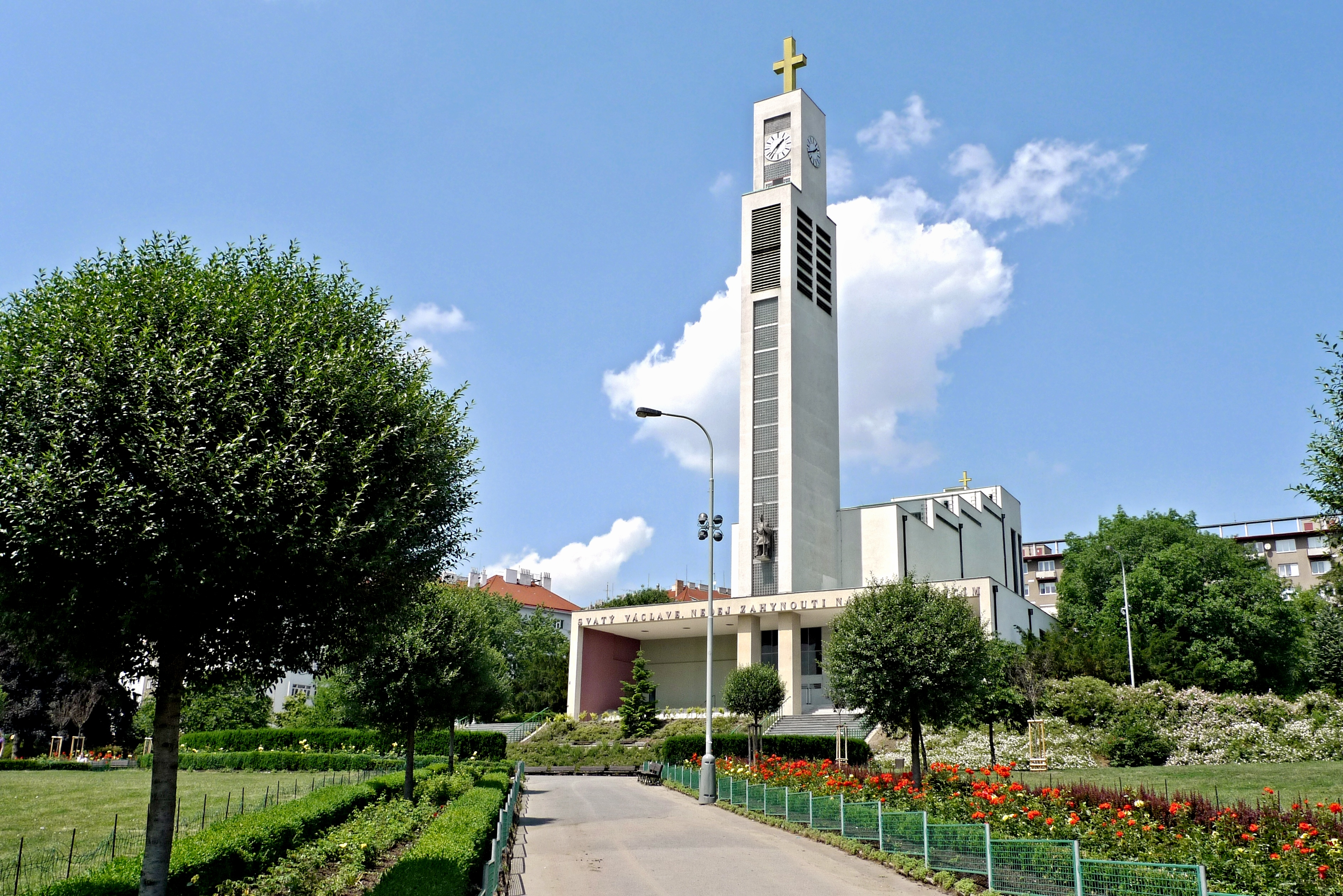
Place Svatopluk Čech et église Saint-Venceslas
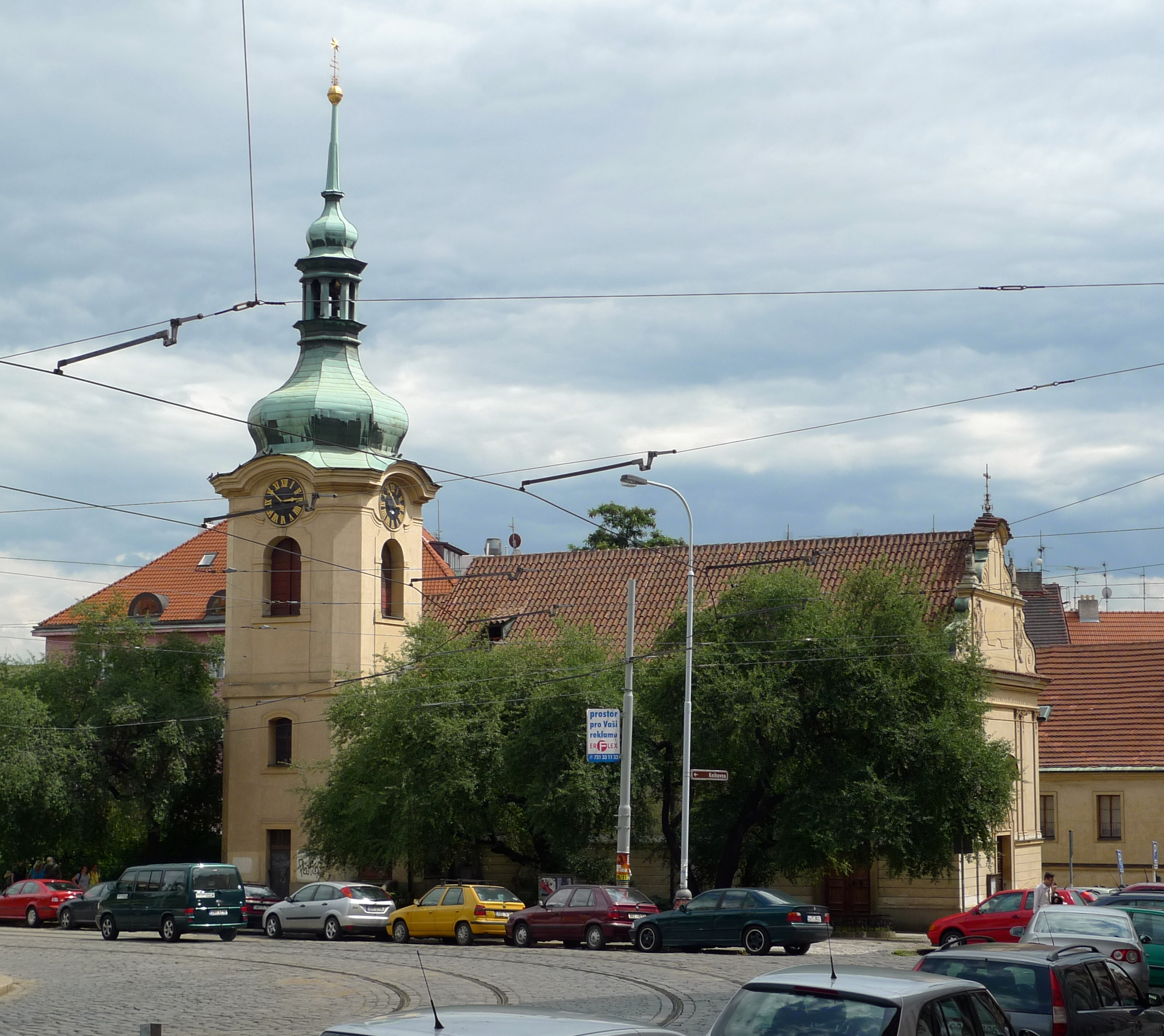
Église Saint-Nicolas de 1374
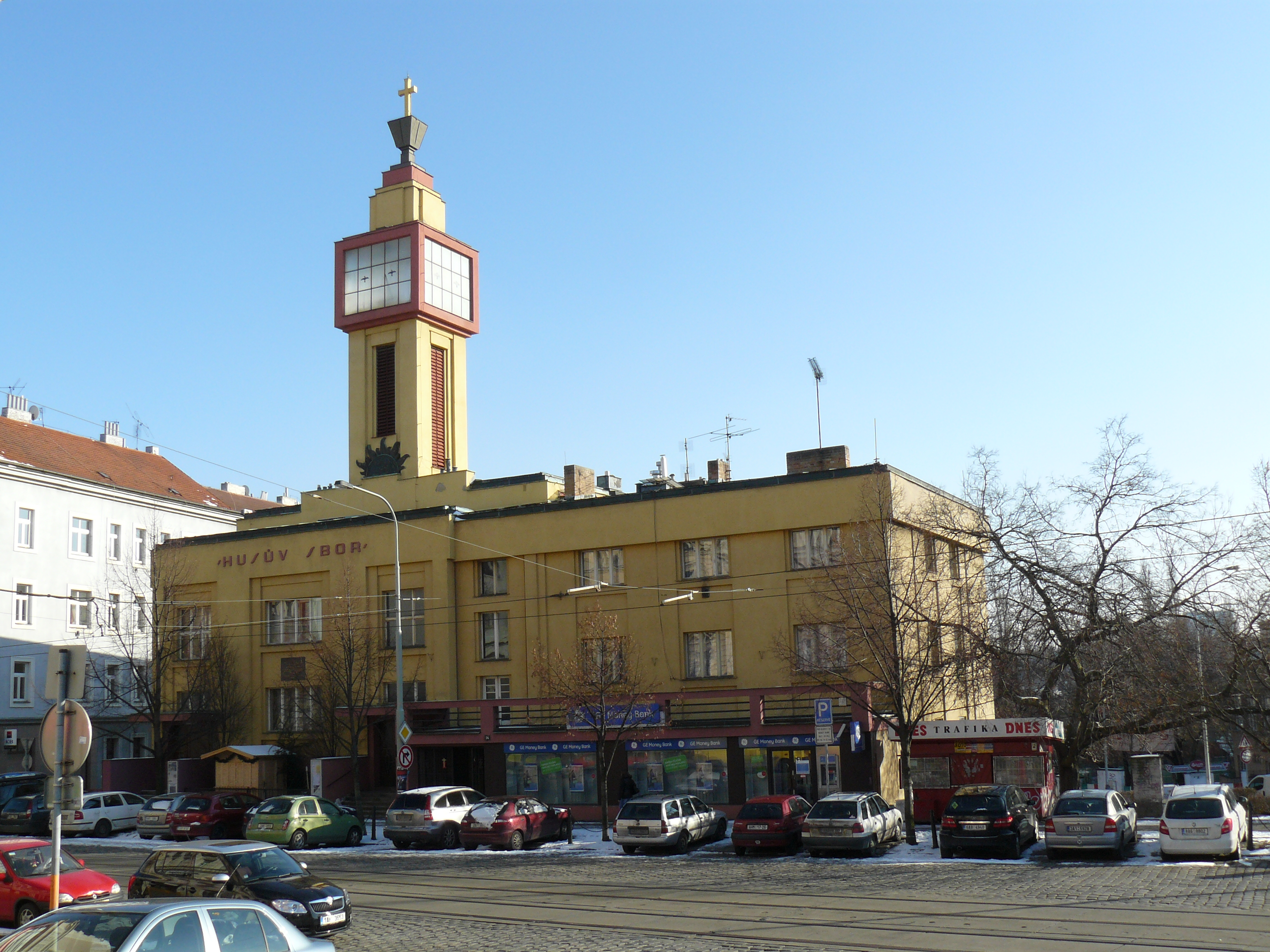
Église hussite "le chœur des Hussites"
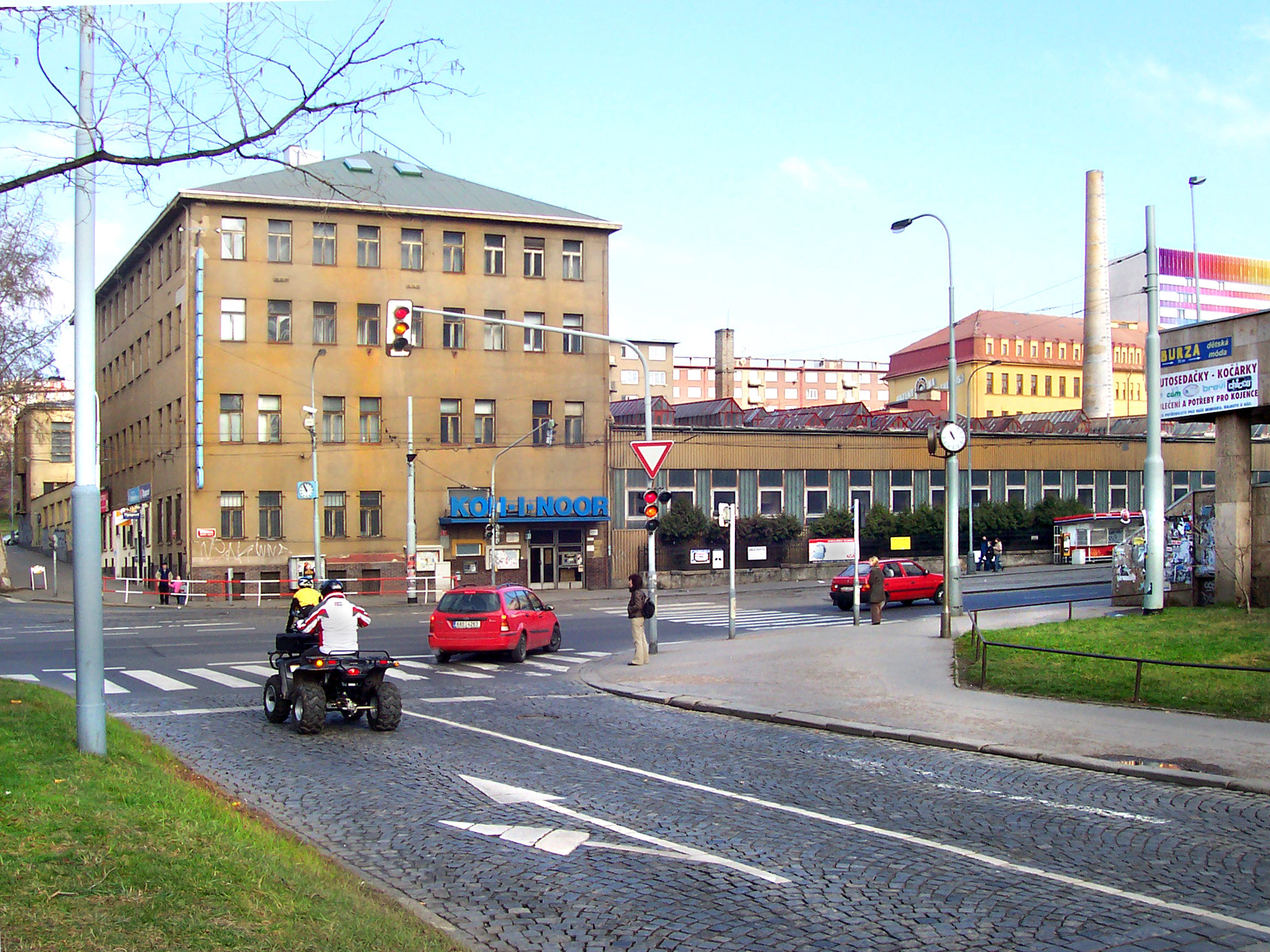
Usine Koh-i-Noor
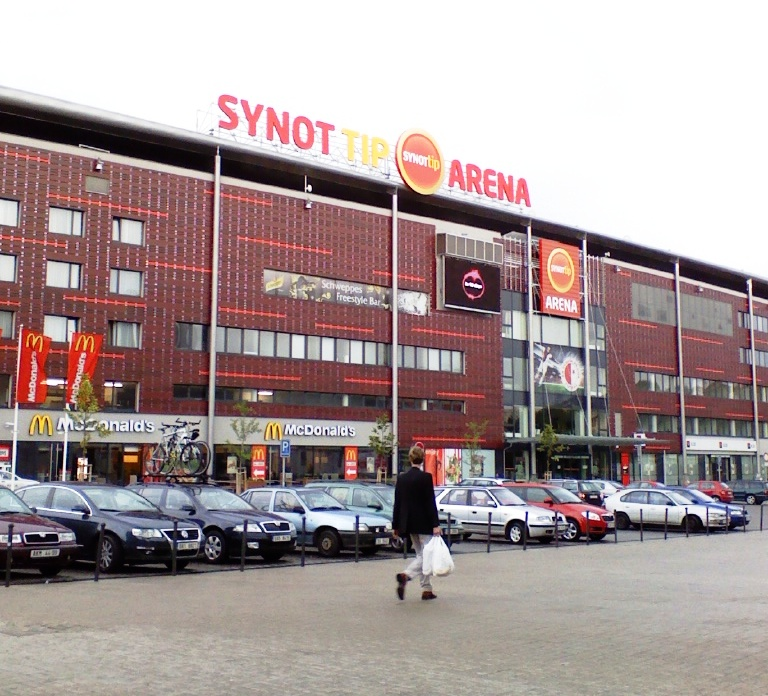
Eden Arena, domicile du SK Slavia Prague
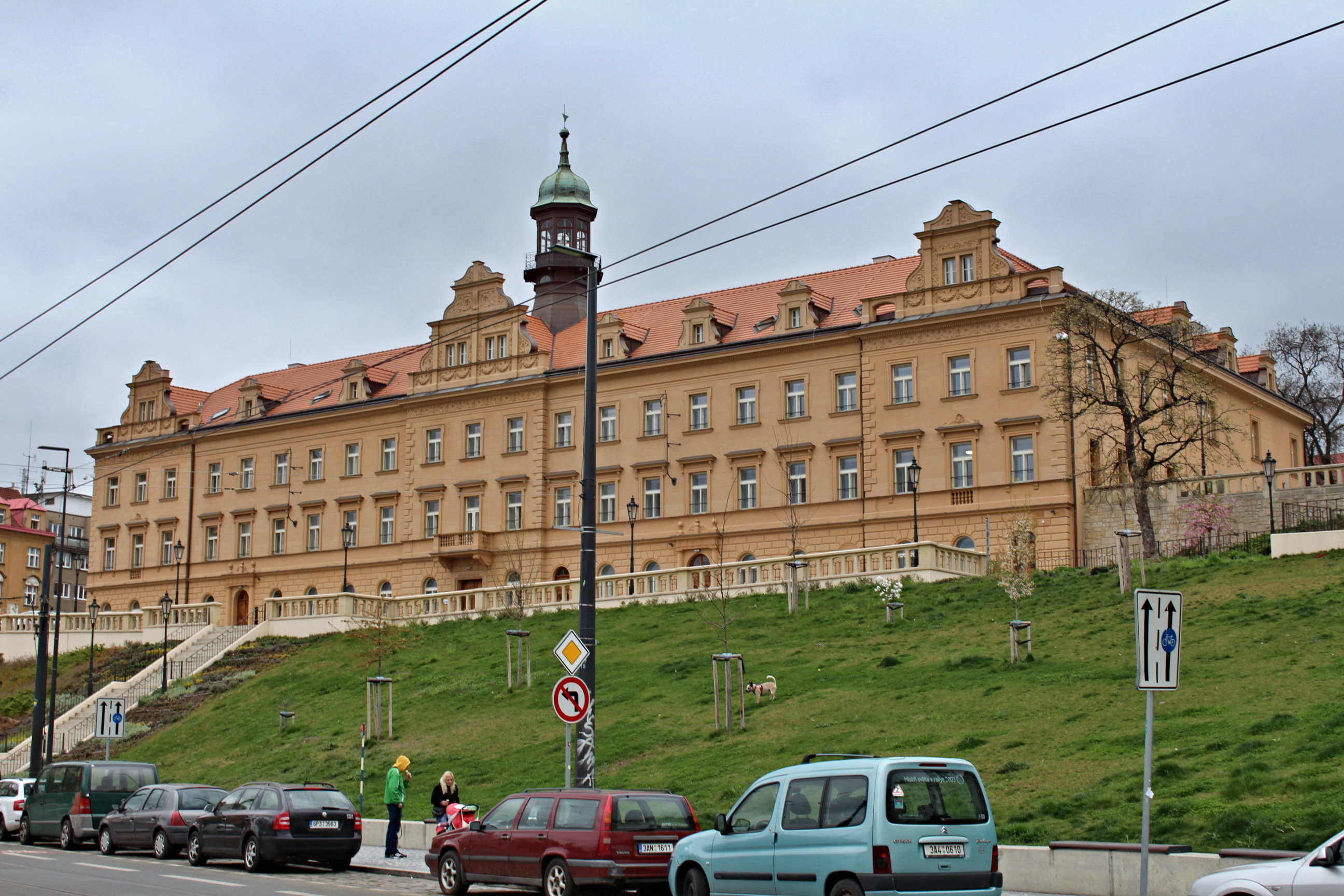
Maison Rangherka, ancienne fabrique de soie